# Kelly McGillis
Kelly Ann McGillis (Newport Beach, 9 de Julho de 1957) é uma atriz estadunidense, cujos filmes mais notáveis incluem A Testemunha (em que recebeu uma nomeação ao Globo de Ouro), Top Gun e Os Acusados.

## Vida pessoal
Em 1979, casou-se com Fred Tillman, divorciando-se em 1981. Em 1982, Kelly foi atacada e violada no seu apartamento com sua amiga por dois homens. A traumática experiência inspirou a atriz a aceitar o papel de uma advogada no filme "Acusados", no qual Jodie Foster ganha o óscar de melhor actriz. O criminoso cumpriu uma pena leve e foi condenado anos depois ao cometer outro estupro.
Em 1989, casou-se com o empresário Boyd Black, com o qual chegou a investir num restaurante, e tiveram duas filhas: Kelsey e Sonora. Kelly e Boyd se divorciaram em 2002. Em 2009, Kelly assumiu a sua homossexualidade.

## Filmografia
- The Innkeepers (2011) como Leanne Rease-Jones
- Stake Land (2010)
- À Primeira Vista (filme) (1999] como Jennie Adamson
- Angeles Pintados (1998) como Nettie
- North (1994) como Amish Mom
- Os Acusados (1988) como Kathryn Murphy
- Paixão Eterna (1987) como Annie Pachert
- Top Gun (1986) como Charlotte Charlie Blackwood
- A Testemunha (1985) como Rachel Lapp
- Amor e Boemia (1983) como Geneva Spofford

## Ligação externa
- Kelly McGillis. no IMDb.